# Jacques Gomboust
Jacques Gomboust (* 1616 in Paris; † vermutlich 1663 ebenda) war ein französischer Kartograph. Seine als Kupferstiche herausgegebenen Pläne französischer Städte, allen voran ein aus neun Blättern bestehender Plan von Paris, erreichten durch genaue und lagerichtige Darstellung eine bis dahin nicht gekannte Qualität.

## Leben
Gomboust war Sohn von Richard Gomboust. Über seine Jugend und Ausbildung ist nichts bekannt. Anerkennung erwarb er sich im Festungsbau, ihm wurde der Titel eines Ingénieur du Roi („Königlicher Ingenieur“) verliehen. Kenntnisse über Vermessungswesen und das Zeichnen von Landkarten eignete sich Gomboust offenbar mit der Anfertigung militärischer Karten an, die für Feldzüge im Dreißigjährigen Krieg benötigt wurden.
Gomboust arbeitete auch als Zeichner und Kupferstecher. Seine topographischen Karten und Pläne erlangten durch Abbildungstreue und Detailreichtum eine so hohe Wertschätzung, dass Gomboust das alleinige königliche Privileg zur Erstellung von Stadtplänen französischer Städte erhielt.
Gomboust heiratete zweimal: 1648 Claude Piraud und nach 1657 Marie Gombert. Gombousts Todesdatum ist nicht bekannt, vermutlich starb er 1663, spätestens in den ersten Monaten des Jahres 1664, wahrscheinlich in Paris. Seine Witwe setzte die Herausgabe seiner Karten mit ihrem neuen Ehemann, Zacharie Heince, fort.
In Paris (1. Arrondissement) trägt die Rue Gomboust seinen Namen.

## Werke

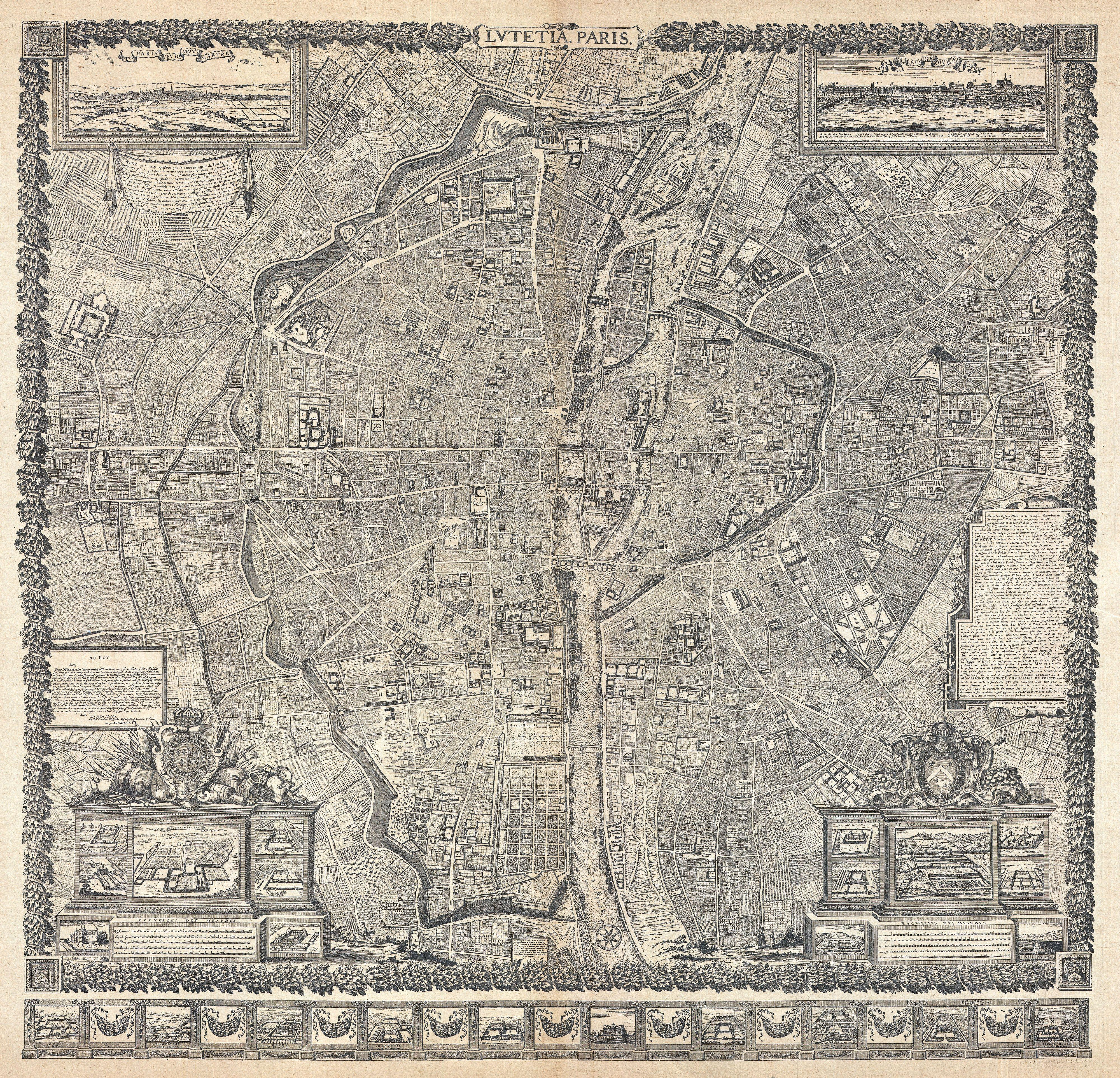
Lutetia-Paris (Faksimile von 1908), gestochen wahrscheinlich von Abraham Bosse

- Plan monumental de la Ville de Paris, 9 Blätter (1652, Faksimile-Ausgaben 1858, 1908, 1982)
- Plan de Rouen, 6 Blätter (1655, Faksimile-Ausgaben 1861, 1875, 2003)
- Plan de Caen, 6 Blätter (1672, posthum durch Zacharie Heince)
- L'éclipse du soleil du 12 d'aoust 1654 ou Raisonnemens contre les pronostiques de Pierre Petit (1654)
- Vue de Dieppe et du port garni de vaisseaux
- Plan du château du Pont-de-l’Arche

In der Topographia Galliae von Matthäus Merian (Frankfurt 1657) stammen die Pläne von Caen, Cherbourg, Dieppe, Granville, Le Havre, Honfleur und Pont-de-l'Arche von Gomboust.